# 土屋理敬
土屋 理敬（つちや みちひろ、1965年 - ）は、日本の劇作家、脚本家、俳優。

## 来歴
東京都出身。早稲田大学教育学部国語国文学科卒業。演劇集団円の演劇研究所に所属していたが、同士とともに劇団おばけおばけを発足させた。俳優として舞台に出演していたが、それだけでなく、脚本や演出も行った。近年では、演劇のみならず、テレビアニメの脚本を多く手がけている。カサヰケンイチが監督した『わがまま☆フェアリー ミルモでポン!シリーズ』『MAJORシリーズ』『キミキス pure rouge』や、富沢信雄が監督した『二十面相の娘』においては、各話の脚本だけではなく、作品全体を通してのシリーズ構成も手がけている。アニメーション映画をはじめとする映画においても活動の場を広げており、加戸誉夫が監督した『劇場版MAJOR メジャー 友情の一球』にて脚本を担当した。また、もともと在籍していた古巣にあたる演劇集団円では、重松清の小説『カシオペアの丘で』を舞台化する際に、土屋が脚本、演出などを手がけた。『梅津さんの穴を埋める』では鶴屋南北戯曲賞にノミネートされている。

## 作風
原作が既に存在する場合を除けば、戯曲のタイトルに人名を冠するのが特徴である。劇団おばけおばけでのオリジナル戯曲は、『田村さんはどうもアヤしい』、『石塚さんアップアップ』、『コツゼンと横山さん』、『嵐の中の広志さん』と、いずれもタイトルに登場人物の姓が含まれている。また、演劇集団円など他の劇団のために書き下ろした戯曲にも、『梅津さんの穴を埋める』など同様の例が散見される。

## 作品

### テレビアニメ
1996年
- バケツでごはん - 脚本
- きこちゃんすまいる - 脚本

1997年
- BURN-UP EXCESS - 1・3・6・12・13話脚本

1998年
- 突撃!パッパラ隊 - 4・5・12・16・20・22・25話脚本

1999年
- KAIKANフレーズ - シリーズ構成、脚本
- トラブルチョコレート - 脚本

2000年
- うちゅう人 田中太郎 - シリーズ構成、脚本

2001年
- 探偵少年カゲマン - シリーズ構成、脚本
- ゴーゴー五つ子ら・ん・ど - 脚本、声優出演（アンドリウさん役）

2002年
- わがまま☆フェアリー ミルモでポン! - シリーズ構成、1・2・3・4・8・12・15・16・17・22・25・26・27・30・34・36・37・40・42・45・48・49・52・54・55・61・64・65・72・77・78話脚本

2003年
- スクラップド・プリンセス - 5・6・11・12・15・20・24話脚本
- シンデレラボーイ - シリーズ構成、脚本
- カレイドスター 新たなる翼 - 35・40・45・49話脚本
- わがまま☆フェアリー ミルモでポン! ごおるでん - シリーズ構成、1・4・6・10・11・21・23・24話脚本

2004年
- わがまま☆フェアリー ミルモでポン! わんだほう - シリーズ構成、1・5・9・13・17・18・25・26・30・34・35・37・45・47・48話脚本
- MAJOR - シリーズ構成、1・2・4・6・11・19・22・25・26話脚本

2005年
- わがまま☆フェアリー ミルモでポン! ちゃあみんぐ - シリーズ構成、4・19・22話脚本
- MAJOR 第2シリーズ - シリーズ構成、脚本
- ふしぎ星の☆ふたご姫 - 脚本

2006年
- きらりん☆レボリューション - シリーズ構成、1・6・11・16・21・27・33・37・41・46・51・56・62・67・71・77・81・86・97・102話脚本
- ふしぎ星の☆ふたご姫 Gyu! - 脚本
- 獣王星 - 6・7話脚本

2007年
- MAJOR 第3シリーズ - シリーズ構成、2・3・7・10・15・16・23・26話脚本
- のだめカンタービレ - 14・18・20話脚本
- キミキス pure rouge - シリーズ構成、1・2・4・7・19・24話・特別編脚本

2008年
- MAJOR 第4シリーズ - シリーズ構成、1・16・23話脚本
- 二十面相の娘 - シリーズ構成、1・2・4・10・13・20・21話脚本

2009年
- MAJOR 第5シリーズ - シリーズ構成、1・5・8・14・22・25話脚本
- クロスゲーム - シリーズ構成、1・2・6・12・17・22・23・30・31・34・37・42・47・49・50話脚本
- 鋼の錬金術師 FULLMETAL ALCHEMIST - 4・5・10・18・21・23・26・31・36・37・41・45・50・52・55話脚本
- あにゃまる探偵 キルミンずぅ - 4・6・10・14・18・22・26・39・40・47話脚本

2010年
- MAJOR 第6シリーズ - シリーズ構成、1・9・13・18・25話脚本
- ひめチェン!おとぎちっくアイドル リルぷりっ - 脚本

2011年
- はっぴーカッピ - 脚本
- THE IDOLM@STER - 7・9・18・20・24話脚本
- ちび☆デビ! - シリーズ構成、脚本
- ルパン三世 血の刻印 〜永遠のMermaid〜 - 脚本
- バクマン。2 - 12・15・17・20・23話脚本

2012年
- 銀河へキックオフ!! - 脚本
- バクマン。3 - 脚本

2013年
- ビーストサーガ - シリーズ構成、脚本
- 団地ともお - 脚本
- とある科学の超電磁砲S - 脚本

2014年
- 棺姫のチャイカ - 脚本
- プリパラ - シリーズ構成、脚本

2015年
- アイドルマスター シンデレラガールズ - 脚本
- かみさまみならい ヒミツのここたま (シリーズ構成・脚本、全139回中10回13話執筆)
- 機動戦士ガンダム 鉄血のオルフェンズ - 脚本

2016年
- Lostorage incited WIXOSS - シリーズ構成、脚本
- クラシカロイド - シリーズ構成、脚本

2017年
- アイドルタイムプリパラ - シリーズ構成、脚本
- プリプリちぃちゃん!! - シリーズ構成、脚本

2018年
- Lostorage conflated WIXOSS - シリーズ構成
- メジャーセカンド - 脚本
- キラキラハッピー★ ひらけ!ここたま (シリーズ構成・脚本、全55回中11回執筆)

2019年
- ポケットモンスター (2019) - 脚本

2020年
- メジャーセカンド 第2シリーズ - シリーズ構成
- 魔王城でおやすみ - 脚本

2022年
- ワッチャプリマジ! - 脚本
- RPG不動産 - 脚本

2023年
- 白聖女と黒牧師 - 脚本
- 悲劇の元凶となる最強外道ラスボス女王は民の為に尽くします。 - 脚本
- ポケットモンスター (2023) - 脚本

2025年
- 紫雲寺家の子供たち - 脚本

2026年
- あかね噺 - シリーズ構成

### 劇場アニメ
- 劇場版MAJOR メジャー 友情の一球（2008年） - 脚本
- 映画かみさまみならい ヒミツのここたま 奇跡をおこせ♪テップルとドキドキここたま界（2017年） - 脚本
- アイカツ!×プリパラ THE MOVIE -出会いのキセキ!-（2025年） - 脚本
- 機動戦士ガンダム 鉄血のオルフェンズ ウルズハント -小さな挑戦者の軌跡-（2025年） - 脚本

### OVA
- MAJOR -メッセージ-（2010年） - 脚本
- Lostorage conflated WIXOSS -missing link-（2017年） - シリーズ構成

### Webアニメ
2021年
- アイドルランドプリパラ - シリーズ構成・脚本

2022年
- 機動戦士ガンダム 鉄血のオルフェンズ ウルズハント - 脚本

2024年
- ライジングインパクト - 脚本

### 漫画
- 怪盗ペルティング (白石れいん シナリオ 原作)
- 無重力ガール - 企画協力（古市直彦と連名）

### 小説
- 小説 MAJOR 横浜編（2008年） - 著 ISBN 978-4-09-408311-8
- 小説 MAJOR 福岡編（2008年） - 著 ISBN 978-4-09-408322-4

### 舞台
- 田村さんはどうもアヤしい（1996年） - 作、演出
- 石塚さんアップアップ（1998年） - 作、演出
- コツゼンと横山さん（1999年） - 作、演出
- 嵐の中の広志さん（2001年） - 作、演出
- 栗原課長の秘密基地（2002年）‐ 作
- 梅津さんの穴を埋める（2005年） - 脚本、演出
- 田中さんの青空（2008年） - 脚本
- 高橋さんの作り方（2010年） - 脚本
- カシオペアの丘で（2011年） - 劇作、脚本、演出
- WITH by IdolTimePripara（2020年） - 原案[7]
- 東京ゴッドファーザーズ（2021年）‐上演台本

## 出演

### 舞台
- 石塚さんアップアップ（1998年）